# Anolis marsupialis
Espèce
Synonymes
- Anolis humilis marsupialis Taylor, 1956
- Norops humilis marsupialis (Taylor, 1956)

Anolis marsupialis est une espèce de sauriens de la famille des Dactyloidae. 

## Répartition
Cette espèce est endémique du Costa Rica.

## Publication originale
- Taylor, 1956 : A review of the lizards of Costa Rica. The University of Kansas science Bulletin, vol. 38, no 1, p. 3-322 (texte intégral).